# Nan Grey

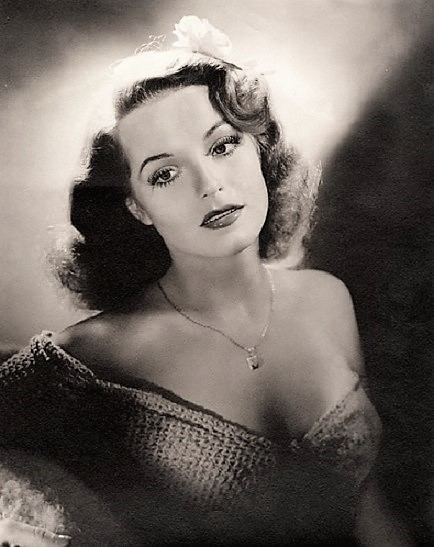
Nan Grey in den 1930er-Jahren

Eschal Loleet „Nan“ Grey Miller (* 25. Juli 1918 in Houston, Texas; † 25. Juli 1993 in San Diego, Kalifornien) war eine US-amerikanische Schauspielerin. Bekanntheit erlangte sie durch ihre Rollen in Filmen wie Draculas Tochter, Drei süße Mädels und Der Unsichtbare kehrt zurück. In ihrer nur sieben Jahre andauernden Karriere war Grey in fast 40 Filmen zu sehen.

## Leben
Nan Grey wuchs in ihrer Geburtsstadt Houston auf. 1934 wurde sie während einer Urlaubsreise mit ihrer Mutter entdeckt und bei Universal Studios unter Vertrag genommen. Sie absolvierte ihren Schulabschluss an einer eigens von Universal finanzierten Privatschule, an der die noch schulpflichtigen Vertragsschauspieler des Studios unterrichtet wurden.
Obwohl bei Universal Pictures unter Vertrag hatte Grey ihr Filmdebüt 1934 in Firebird, einer Produktion von Warner Brothers. Ihre erste Hauptrolle erhielt sie 1936 in Universals Sea Spoilers an der Seite von John Wayne. Größere Popularität erlangte Grey durch ihre Rollen in Universal-Horror-Produktionen, allen voran als Lili in Draculas Tochter aus dem Jahr 1936. Ihre bekannteste Rolle war im selben Jahr die der Joan Craig in der Komödie Drei süße Mädels sowie 1939 in der Fortsetzung Three Smart Girls Grow Up. Greys letzter großer Erfolg vor dem Ende ihrer Schauspielkarriere war die weibliche Hauptrolle im Science-Fiction-Horrorfilm Der Unsichtbare kehrt zurück an der Seite von Vincent Price.
Neben ihrer Aktivität als Filmschauspielerin war Nan Grey von 1938 bis 1945 in der Radioshow Those We Love der National Broadcasting Company zu hören. Bereits 1937 hatte sie an der Seite von Bing Crosby, Joan Blondell, Sterling Holloway und William Frawley an dem Hörspiel She Loves Me Not mitgewirkt, das auch als Langspielplatte veröffentlicht wurde. Nach dem Ende ihrer Schauspielkarriere im Jahr 1941 betätigte sich Grey in der Kosmetikbranche und entwarf so unter anderem in den 1960er-Jahren einen Schminkspiegel für Kurzsichtige. Laut einem Nachruf der The New York Times soll zu ihren Kunden auch Grace Kelly gehört haben.
Von 1939 bis zur Scheidung im Jahr 1950 war Nan Grey mit dem Jockey Jack Westrope verheiratet. Noch im Jahr ihrer Scheidung von Westrope heiratete sie den Sänger Frankie Laine, mit dem sie 43 Jahre bis zu ihrem Tod verheiratet blieb. Grey starb 1993 an ihrem 75. Geburtstag in ihrem Haus in San Diego an Herzversagen.

## Filmografie (Auswahl)
- 1934: The Firebird
- 1934: Babbitt
- 1935: The Great Impersonation
- 1936: Sutter’s Gold
- 1936: Draculas Tochter (Dracula’s Daughter)
- 1936: Liebe vor dem Frühstück (Love Before Breakfast)
- 1936: Sea Spoilers
- 1936: Drei süße Mädels (Three Smart Girls)
- 1938: The Jury’s Secret
- 1938: The Black Doll
- 1938: Girls’ School
- 1939: Three Smart Girls Grow Up
- 1939: Der Henker von London (Tower of London)
- 1940: Der Unsichtbare kehrt zurück (The Invisible Man Returns)
- 1940: The House of the Seven Gables
- 1941: Under Age